# مجمع آزادي الرياضي

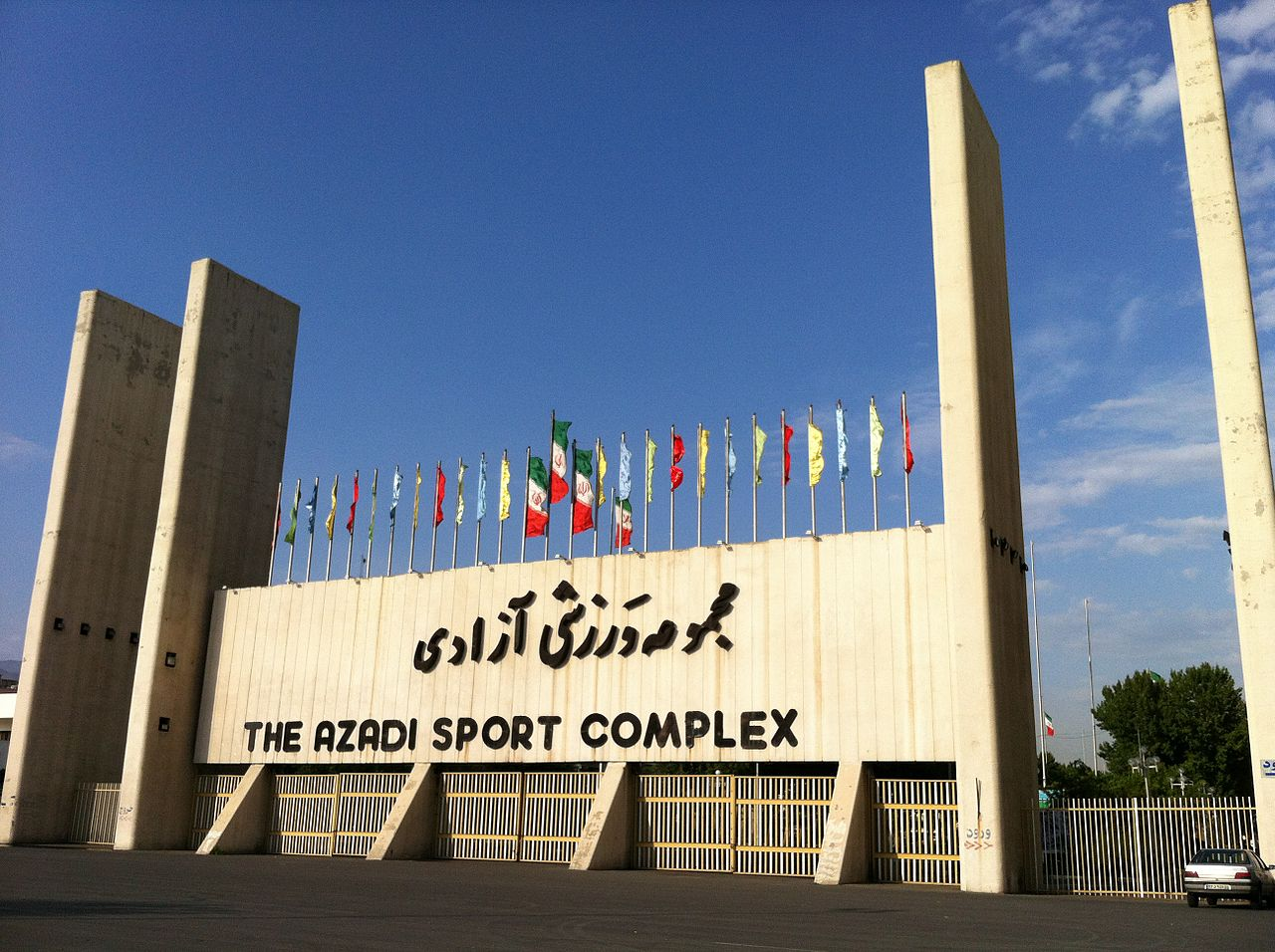
البوابة الرئيسية لمجمع آزادي الرياضي

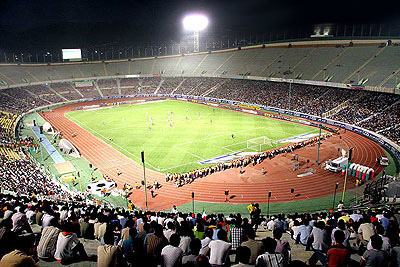
ملعب آزادي

مجمع آزادي الرياضي (بالفارسية: مجموعه ورزشی آزادی) ، وهي مجمع رياضي تخصص لجميع الألعاب الرياضية، وكان من أشهرها ملعب آزادي ، والتي تقام فيه بطولات الاتحاد الإيراني لكرة القدم وتستضيف فيه مباريات بين الأندية الإيرانية والأندية الآسيوية في دروي أبطال آسيا، وهي الملعب الرئيسي للمنتخب الإيراني لكرة القدم، وكانت اسمها سابقاً مجمع آريامهر الرياضي (بالفارسية: مجموعه ورزشی آریامهر تهران) .

## وصلات خارجية
- (بالإنجليزية) (بالفارسية) Azadi Sport Complex